# Passaloecus monilicornis
Passaloecus monilicornis är en stekelart som beskrevs av Anders Gustav Dahlbom 1842. Passaloecus monilicornis ingår i släktet Passaloecus, och familjen Crabronidae. Arten är reproducerande i Sverige.